# Rapel
Rapel (em francês:  rappel) é uma actividade vertical praticada com uso de cordas e equipamentos adequados para a descida de paredões e vãos livres bem como outras edificações.
Trata-se de uma actividade criada a partir das técnicas do alpinismo o que significa que  requer preocupação com a segurança do praticante. Este deve ter instruções básicas e acompanhamento de especialistas. Cursos preparatórios são indispensáveis.
A actividade é praticada essencialmente em grupo onde cada integrante se deve preocupar com o companheiro, questionando qualquer situação que possa gerar um incidente e até um acidente.
Rappel é uma palavra que em francês quer dizer "chamar" ou "recuperar" "criador" do rappel, Jean Charlet-Stranton

## Categorias de rapel
Quando os pés têm contato com a parede, durante a descida, utilizam-se as técnicas de Rapel em Positivo. Do contrário, quando praticado em vãos livres, onde não há contato dos pés com a parede, a técnica é de Rapel em Negativo. Para cada técnica é possível realizar algumas manobras como saltos, giros e descidas de ponta-cabeça.

## Salvamento com rapel

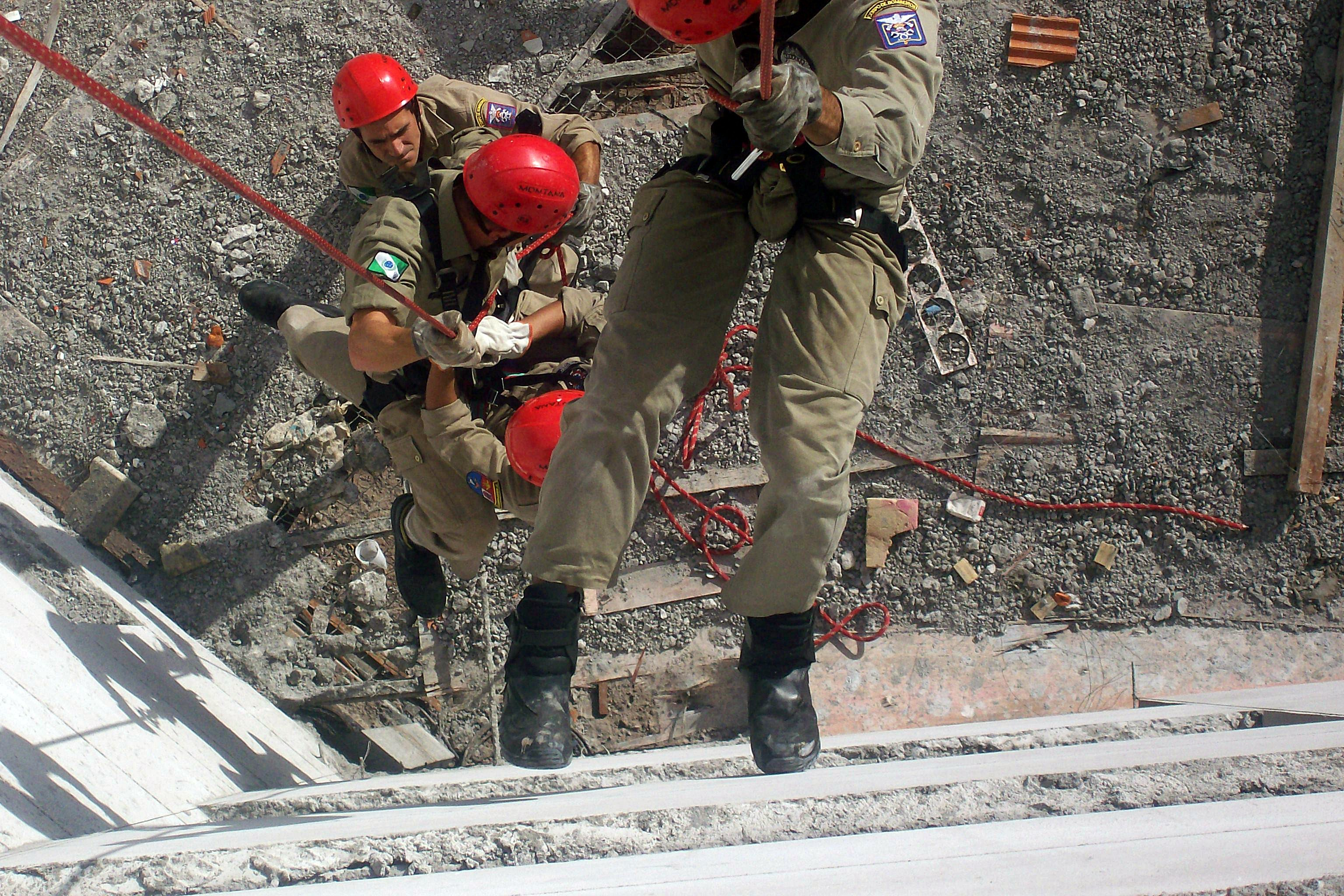
Salvamento realizado pelo Corpo de Bombeiros do Paraná.

O rapel também é utilizado como técnica de salvamento em muitas situações.
Os bombeiros do mundo todo utilizam desta técnica para o resgate de pessoas.

## Equipamento
São utilizados diversos equipamentos diferentes para cada necessidade. É preciso estar atento a cada detalhe, revendo todos os pontos sempre. Redundância é um fator de segurança.
Existem equipamentos voltados para a amarração ou ancoragem da corda de descida, como os mosquetões, as fitas tubulares e as ancoragens back-ups .
Entre os equipamentos individuais básicos estão a arnês, mosquetão, luva, freio e capacete. Normalmente são utilizados equipamentos com certificação de segurança internacional.
Esse conjunto adapta-se ao corpo com conforto na altura da cintura e, depois de conectado à corda e travado, permite ao praticante uma descida com velocidade controlada, sem esforço maior, utilizando o atrito entre o oito (um tipo de descensor) e a corda e controlando com uma das mãos a passagem da corda pelo sistema. Não requer força, apenas determinação, um pouco de coragem e técnica, sendo necessária uma formação antecipada de forma a evitar acidentes trágicos e fatais. Quem cai, por não saber utilizar correctamente os equipamentos, só cai uma vez!
As descidas devem ser monitoradas por um agente, no lançamento, e por outro agente, durante a descida cuidando da segurança lá embaixo. Ele segura a ponta da corda, esticando-a, caso necessário e provocando atrito no sistema conectado, colaborando com o praticante em caso de alguma dificuldade.
É uma atividade segura desde que praticada com muita atenção aos princípios de segurança.

### Tipos de equipamento

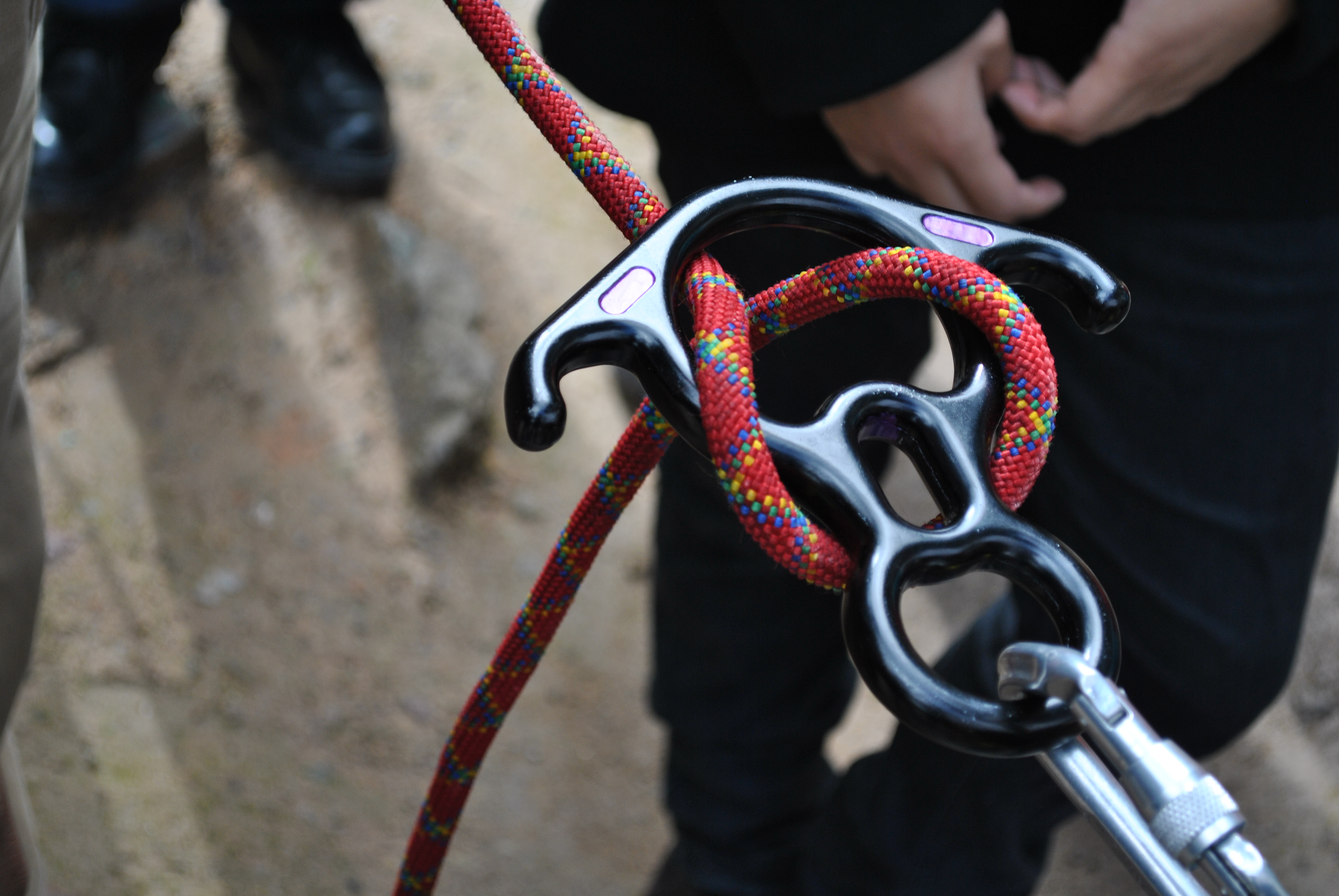
Corda é a freio 8.

1. Mosquetões de aço: usados na ancoragem da corda em que é feita a descida. Os de aço são os mais recomendados por terem uma resistência e durabilidade maior. [1]
2. Mosquetão de alumínio: Servem para ligar o equipamento de descensão ao arnês .
3. Fitas solteiras: São as mais aconselhadas para se fazer ancoragens, por resistirem bastante e serem mais confiáveis.
4. Cordas: Usadas para fazer a descida, devem ser do tipo que possuem "alma", ou seja, que tenham um núcleo trançado independente além da capa (parte externa). De preferência deve ser de material muito resistente, como o Nylon e o Poliester.
5. Luvas: Servem para proteger a mão do praticante contra queimaduras ao haver fricção com a corda. Serve também para dar mais atrito na hora de reduzir a velocidade da descida.
6. Capacete: Indispensável em qualquer atividade radical, protege de vários perigos, desde deslizamentos de pedras à queda acidental de um equipamento de um praticante que esteja acima de você.
7. Freio 8 (ou blocante / ou descensor "oito"): De aço ou alumínio. Usado para torcer a corda, aumentando o atrito e assim, reduzindo a velocidade da descida. É esta peça que lhe dá o controle da descida.
8. Baudriers (ou Cadeirinha / ou arnês): Uma espécie de "cinta" que envolve as pernas e os quadris dando o aspecto de uma "cadeirinha" mesmo. Pode ser fabricada (costurada em modelos) ou pode ser feita de cabo solteiro (pedaço de corda do mesmo material usado na corda do rappel, em média de 5m, podendo variar de acordo com as exigências do praticante). [1]

## Cuidados que se deve ter
Toda prática de rapel deve ser executada em grupo, pois um integrante é sempre responsável pela vida de outro. Toda descida deve ter no mínimo três participantes:
1. O que aborda: Que é o responsável por colocar o praticante na corda, conferir se seu equipamento está correto e orientá-lo no momento da abordagem.
2. O que desce: Que é o praticante atual, ou seja, quem vai fazer a descida.
3. O que faz a segurança: Que é a pessoa que vai estar lá em baixo, segurando a corda, atento a qualquer vacilo que o que desce possa dar.

Quem fica responsável pela segurança da descida, deve ter total atenção, pois com ele fica o ultimo recurso antes de uma fatalidade. Se alguém que está descendo perde o controle de sua descida, é o segurança quem vai ter que fazer o bloqueio dele na corda, ou seja, parar a sua queda e evitar que ele caia.